# Ciné Par
La Société de participations cinématographiques, aussi appelée Ciné Par, est la holding de la famille Seydoux détenant leur participation dans le groupe Gaumont.

## Histoire

### Origine
La Société de participations cinématographiques Ciné Par est fondée le 11 juillet 1939 par l'industriel lyonnais Georges Descours, au lendemain d'une assemblée générale extraordinaire pour la reconstruction de Pathé Cinéma. Ciné Par est constitué dans les bureaux de la Société Centrale de Cinématographie, gérant les actifs du studio en faillite depuis 1936. En 1941, Ciné Par devient l'un des principaux actionnaires de Pathé Cinéma. Une partie des titres lui sont réservés lors de la création de la Société Nouvelle Pathé Cinéma en 1943. Elles partagent à ce moment le même président, Ferdinand Liffran.
Au cours des années 1940, Ciné Par (filiale de la Compagnie des compteurs) devient simultanément actionnaire de Gaumont et de Pathé.

### Acquisition par la famille Seydoux
En 1970, le groupe Schlumberger fait l'acquisition de la Compagnie des compteurs, maison-mère de Ciné Par. Intéressé par cet actif, Jean Riboud, président-directeur général de Schlumberger, monte au capital de Gaumont en reprenant les participations de plusieurs actionnaires, dont les 12 % détenus par la compagnie d'assurances La Paternelle. Ciné Par détient alors 39 % de Gaumont en 1973. Le producteur Jean-Pierre Rassam, intéressé par un rachat de Gaumont, se rapproche de Jean Yanne et de Nicolas Seydoux (héritier de la famille Schlumberger) pour reprendre la participation de Ciné Par. Ils fondent dans ce but une société commune, Syerra. Le rachat est annoncé dans la presse le 22 février 1974,.
Bloqué dans un premier temps par la Commission des opérations de bourse, la Compagnie des compteurs cède finalement le contrôle de Ciné Par à Nicolas Seydoux seul le 19 mars 1974. En difficulté financière, Jean-Pierre Rassam et Jean Yanne ne se sont pas manifestés. Le 27 septembre 1974, Nicolas Seydoux devient vice-président-directeur général de Gaumont. En reprenant ensuite les participations de Marcel Bleustein-Blanchet et Charles Bluhdorn, Nicolas Seydoux finit par obtenir la majorité au sein du capital. Il est nommé président-directeur général de Gaumont en juin 1975.

### Ciné Par au service de Gaumont
En 1983, Ciné Par fait l'acquisition de 10 % du capital de Publicis pour accompagner la création de deux filiales communes avec Gaumont : une chaîne de magasins spécialisés Vidéostore-Gaumont-Publicis et une régie publicitaire pour Téléfrance, chaîne de télévision française aux États-Unis dont Gaumont est actionnaire. Afin de désendetter Gaumont début 1985, Ciné Par cède sa participation dans Publicis et reprend les 51 % détenus par Gaumont dans le magazine Le Point. Gaumont reprendra la participation en juin 1989 avant de s'en séparer définitivement en août 1994.
Au cours des années 1990, la participation de Ciné Par au sein de Gaumont dépasse les 50 % (en plus des autres filiales et participations individuelles de Nicolas Seydoux). En 2001, Sylvie et Maurice Pialat cèdent leur société de production Les Films du Livradois, détenant les films du réalisateur, à Ciné Par. Elle sera revendue à Gaumont en octobre 2004, puis dissoute l'année suivante.
En 2017, Gaumont cède sa participation historique dans Les Cinémas Gaumont Pathé puis lance une offre publique de rachat d'actions à laquelle les trois principaux actionnaires minoritaires (Bolloré, First Eagle Investment Management et Groupe industriel Marcel Dassault) apportent leurs actions. La participation de Ciné Par au sein de Gaumont atteint près de 90 % du capital. À cette occasion, Nicolas Seydoux fait don à ses enfants, Sidonie Dumas et Pénélope Seydoux, de ses parts dans la holding tout en conservant l'usufruit.